# Mead (quadrangle)

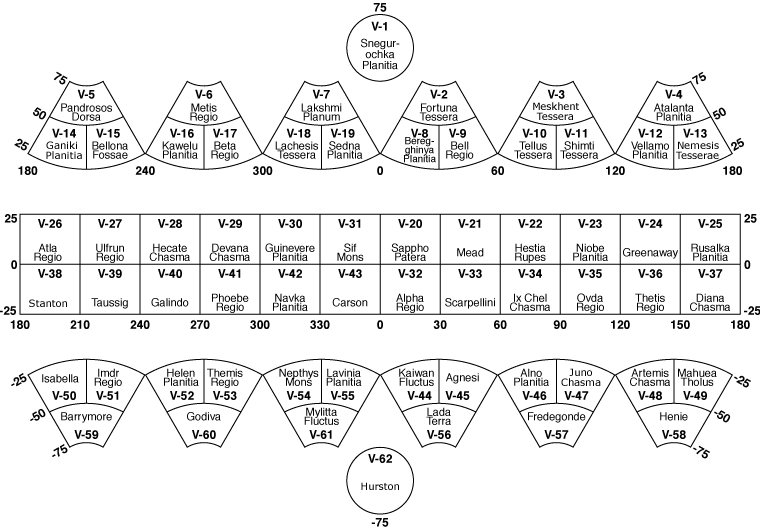
Quadrangles op Venus op schaal 1 : 5.000.000

Mead (V–21; breedtegraad 0°–25° N, lengtegraad 30°–60° E) is een quadrangle op de planeet Venus. Het is een van de 62 quadrangles op schaal 1 : 5.000.000. Het quadrangle werd genoemd naar de gelijknamige inslagkrater, die op zijn beurt is genoemd naar de Amerikaanse antropologe Margaret Mead (1901-1978).

## Geologische structuren in Mead
Coronae
- Calakomana Corona
- Didilia Corona
- Disani Corona
- Isong Corona
- Ninmah Corona
- Pavlova Corona

Dorsa
- Metelitsa Dorsa
- Ojuz Dorsa

Fluctus
- Nekhebet Fluctus

Inslagkrater
- Amenardes
- Ayashe
- Bradstreet
- Corinna
- de Ayala
- Farida
- Gwynn
- Huarei
- Karo
- Kuro
- Madina
- Mead
- Orczy
- Romola
- Sheila

Montes
- Dzalarhons Mons
- Kali Mons
- Ptesanwi Mons

Planitiae
- Akhtamar Planitia

Regiones
- Eistla Regio

Tesserae
- Gbadu Tessera
- Mafdet Tessera
- Mamitu Tesserae
- Manatum Tessera
- Salus Tessera
- Vako-nana Tesserae

Valles
- Ganga Valles